# Principe de superposition (géologie)
Ne doit pas être confondu avec Principe de superposition.

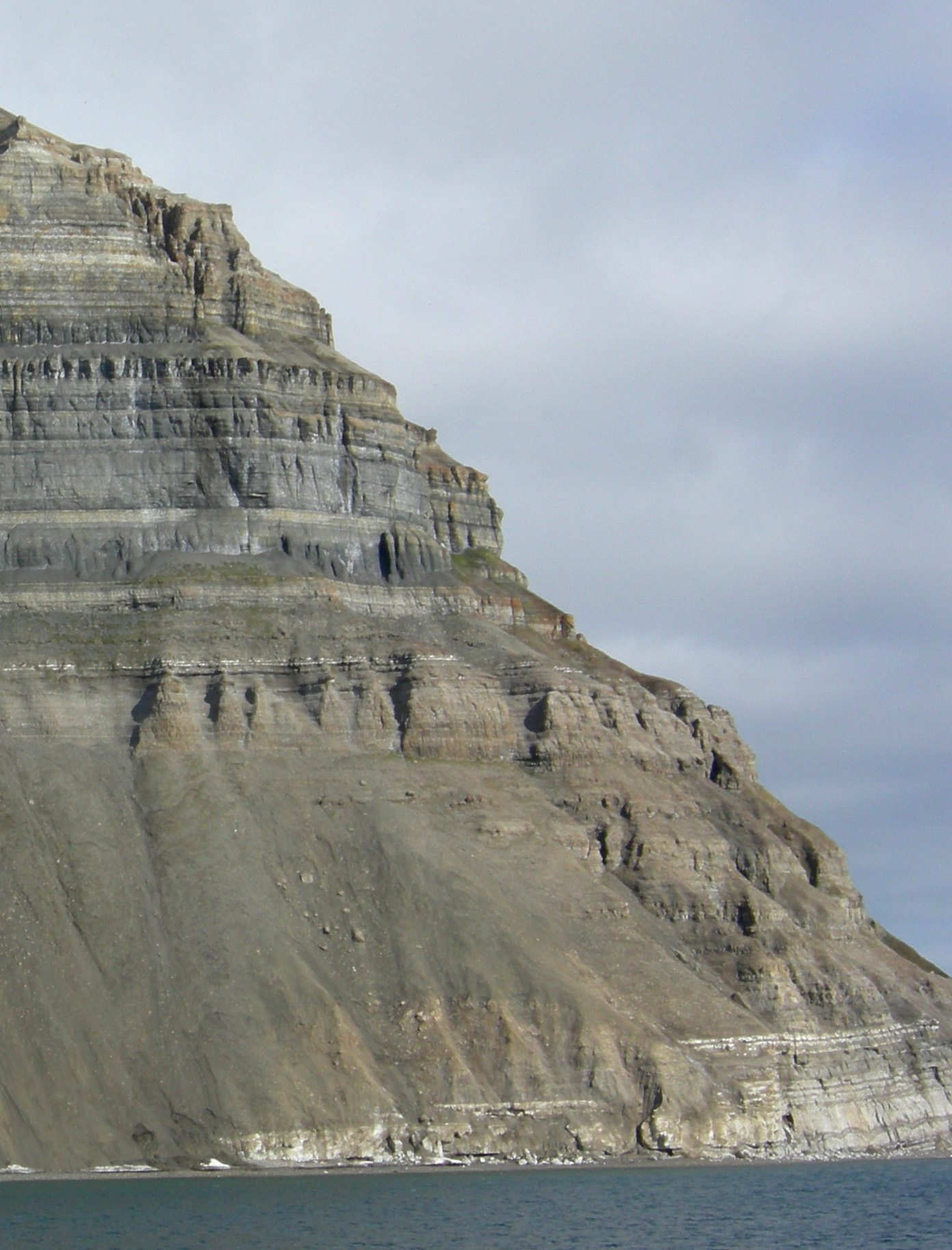
Les couches sédimentaires s'empilent les unes sur les autres, horizontalement, et, de ce principe de superposition, Sténon conclut que chaque strate représente une unité de temps.

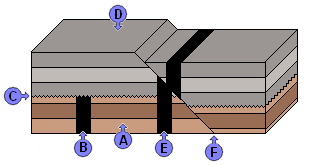
Bloc-diagramme illustrant le principe de superposition : filon rectiligne (B) qui recoupe les strates des roches sédimentaires plus anciennes (A) mais est recoupé par une surface d'érosion postérieure (C) qui limite les roches sédimentaires plus jeunes (D). Segmentation de filon (E) par une faille postérieure (F).

Le principe de superposition établit, dans sa forme la plus simple, que dans les séquences stratigraphiques non déformées, les strates les plus anciennes seront au bas de la séquence. Il s'agit d'un des principes fondamentaux de la stratigraphie. Il est important pour la datation stratigraphique, qui suppose que le principe de superposition est vérifié et qu'un objet ne peut pas être plus ancien que les matériaux qui le composent. Il a été énoncé clairement en 1669  par le scientifique danois Nicolas Sténon dans son ouvrage Prodromus qui présente le principe d'horizontalité primaire des couches sédimentaires et le principe de superposition. Ce concept qui associe deux principes intimement liés apparaît simpliste mais il constitue un fondement dans les méthodes physiques de datation relative.